# 张艳茹
张艳茹（1987年1月10日—），中国足球运动员，中国国家女子足球队成员，司职守门员。她曾参加2006年亚洲运动会和2010年亚洲运动会，其中在2006年亚洲运动会上获得一枚铜牌。